# Calle Hellevang-Larsen
Carl Fredrik "Calle" Hellevang Larsen (født 18. august 1977 i Bergen) er en norsk komiker og skuespiller- Han er mest kendt fra TV-programmet I kveld med Ylvis og humortrioen Raske Menn.
Hellevang Larsen er uddannet marinetelegrafist fra Sjøforsvaret, og har også en journalistikuddannelse fra Universitetet i Bergen. I 2003 startede Calle humortrioen Raske Menn sammen med Øyvind Rafto og Anders Hoff.

## Filmografi

### Filmo
- 2016: Angry Birds – Chuck.
- 2013: Turbo – Speedy.
- 2011: Hopp – Knut.
- 2006: Elias og Kongeskipet – Papparazzibåtd.
- 2005: Kalde Føtter - Lasse.

### TV
- 2016 Snefald, NRK.
- 2016: I kveld med Ylvis, TVNorge.
- 2014: I kveld med Ylvis, TVNorge.
- 2013: I kveld med Ylvis, TVNorge.
- 2012: 20.00 med Raske Menn, TV2.
- 2011: I kveld med Ylvis, TVNorge.
- 2010: Ah, så det er SÅNN det er, ABC Startsiden.
- 2007: Snabbgrabbar med Raske Menn, TVNorge.
- 2005: Dommer Xtra, Canal+.

## Priser og udmærkelser
- Komiprisen 2016, Årets humorprogram, NRK1 – I kveld med Ylvis.
- Komiprisen 2010, Årets morsomste – publikumsprisen, NRK1 – Raske Menn.
- Bedste TV-nybegynder 2007, Se & Hør – Raske Menn.
- Komiprisen 2005, bedste nybegynder, NRK1 – Raske Menn.